# Série 0300 da CP
A Série 0300, mais conhecida por Allan ou Holandesa, é um tipo de automotora diesel-Eléctrica que foi utilizada pela Companhia dos Caminhos de Ferro Portugueses e pela sua sucessora, os Caminhos de Ferro Portugueses, nos Ramais da Lousã e da Figueira da Foz, e nas Linhas do Oeste, Beira Baixa e Beira Alta, em Portugal.

## História

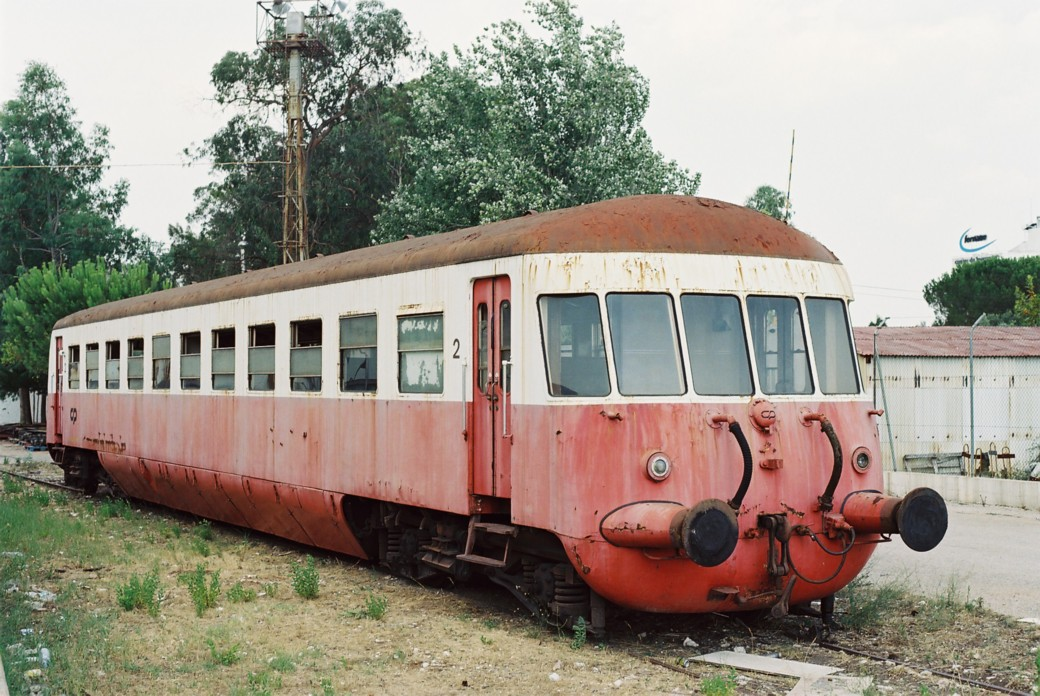
Reboque de uma automotora da Série 0300, na Estação do Entroncamento, em 2003.

### Antecedentes e aquisição
Nos anos após o final da Segunda Guerra Mundial, verificou-se uma grande escassez de carvão, pelo que Companhia dos Caminhos de Ferro Portugueses não conseguia abastecer convenientemente a sua frota, que então era quase totalmente composta por locomotivas a vapor. De forma a minimizar este problema, a operadora iniciou o Plano de Reequipamento, com apoio do governo, que tinha como finalidade utilizar parte dos fundos do Plano Marshall para adquirir material motor que utilizasse combustíveis alternativos ao carvão. No âmbito desta iniciativa, foram encomendadas várias locomotivas e automotoras, incluindo as da futura Série 0300, que foram construídas nos Países Baixos pela empresa Allan & Co´s Koninklijke Nederlandsche Fabrieken van Meubelen en Spoorwegmaterieel N.V..

### Entrada ao serviço e modernização
Estes veículos entraram ao serviço em Portugal entre 1954 e 1955. Entre 1981 e 1982, os grupos de tracção originais das automotoras, da marca AEC, foram substituídos por novos equipamentos da casa Poyaud, por já se encontravam gastos após várias décadas de serviço intensivo.  Nesta operação, não foram substituídos os motores de tracção nem a transmissão.
Das 25 unidades originais, apenas 22 restavam ao serviço em 1992, tendo uma sido transformada na Automotora VIP, um veículo especial para as deslocações do conselho de gerência da companhia dos Caminhos de Ferro Portugueses. A automotora 0304 foi preservada no Museu Nacional Ferroviário, enquanto que, entre 1999 e 2003, as restantes unidades foram sendo progressivamente retiradas ao serviço e modernizadas no Grupo Oficinal do Porto, dando origem à Série 0350, que entrou ao serviço em 2000. Entretanto, os reboques foram sendo abatidos ao serviço,, tendo pelo menos dois sido convertidos para uso pela composição de socorro.[carece de fontes?]

## Descrição

### Serviços
Cumpriram serviço principalmente no Ramal da Lousã, onde normalmente circulavam em dupla devido ao elevado movimento de passageiros, e na Linha do Oeste, onde circulavam em composição dupla ou simples, e por vezes rebocavam um ou dois reboques, sendo ocasionalmente o segundo reboque substituído por uma carruagem Schindler. Também passaram pela Linha da Beira Baixa, onde asseguravam os serviços Regionais em composições duplas com um reboque no centro, salvo no troço entre a Covilhã e Guarda, devido à reduzida procura, e rebocavam comboios InterCidades quando estes avariavam. Asseguraram igualmente o serviço Giraldo, que ligava Évora a Campolide, embora não tenham permanecido muito tempo nesta função, devido à sua tendência para sobreaquecer.

### Descrição técnica
Esta série era composta por 25 automotoras diesel-eléctricas, de bitola ibérica. A transmissão era eléctrica, e a velocidade máxima era de 100 km/h. As composições possíveis eram Motora, Motora+Motora, Motora+Reboque+Motora, e Motora+Reboque+Reboque+Motora. Cada automotora contava com dois motores a gasóleo, do tipo C6150T, e de quatro motores eléctricos, do tipo GT30/27. A potência do grupo gerador era de 440 CV, enquanto que a potência do grupo de tracção era de 341 CV.
A lotação, na primeira classe, era de 24 lugares sentados, enquanto que, na segunda classe, era de 50 lugares sentados. Existiam igualmente 34 lugares em pé por veículo.

## Ficha técnica
- Características de exploração

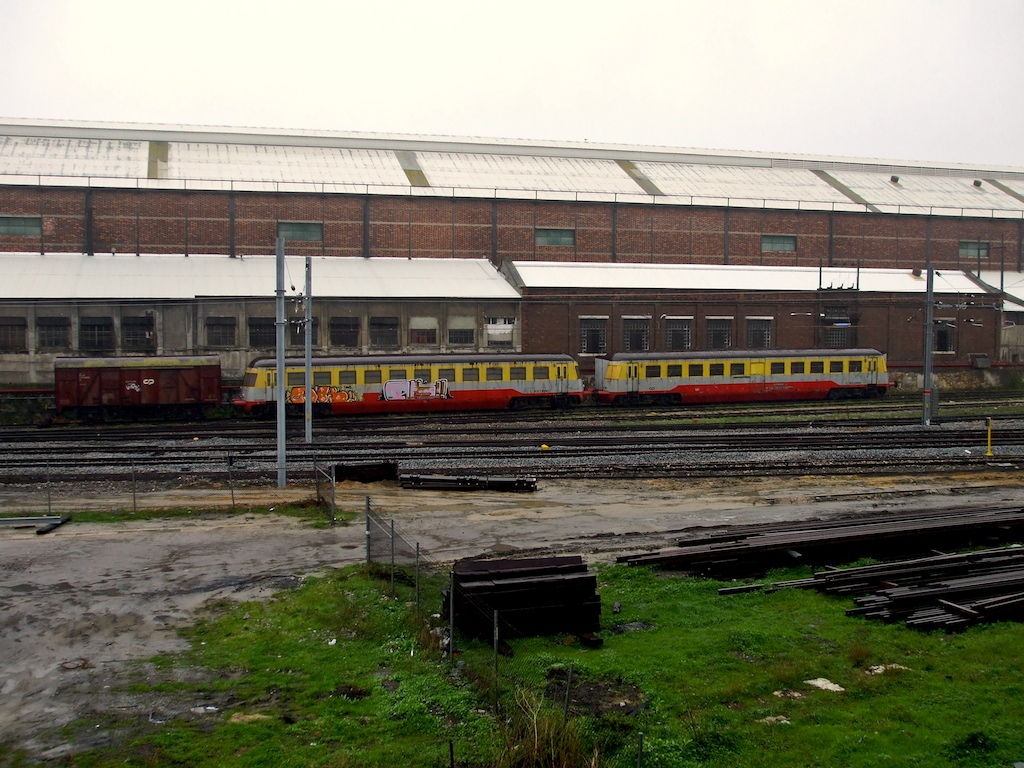
Dois reboques das automotoras da Série 0300, modificados para fazer parte da composição de socorro.

  - Ano de entrada ao serviço:1954 - 1955[2][3]
  - Ano de saída ao serviço: 1999 - 2003[4]
  - Número de unidades construídas: 25[7]
- Dados gerais
  - Construtor: NV Allan[2]
  - Bitola: 1668 mm[2]
  - Tipos de composição: M, M+M, M+R+M, M+R+R+M[4]
  - Tipo de tracção: Diesel-eléctrica[7]
  - Comprimento total (motora/reboques): 23,63 metros[4]
- Transmissão
  - Tipo: Eléctrica[4]
- Motores de tracção
  - Motor diesel
    - Número: 2[4]
    - Construtor: AEC (originais), Poyaud (novos)[4]
    - Tipo: C6150T[4]

  - Motor eléctrico
    - Número: 4[4]
    - Construtor: Smit[4]
    - Tipo: GT30/27[4]
    - Potência do grupo gerador: 440 cavalos[4]
    - Potência do grupo de tracção: 341 cavalos[4]
- Características de funcionamento
  - Velocidade máxima: 100 km/h[7]
- Lotação
  - Primeira classe: 24[7]
  - Segunda classe: 50[7]
  - Em pé: 34[2]